# Křelovice (okres Pelhřimov)
Obec Křelovice (německy Krelowitz) se nachází v okrese Pelhřimov v Kraji Vysočina. Žije zde 332 obyvatel. V obci se kříží silnice II/112 a II/130.

## Historie
První písemná zmínka o obci pochází z roku 1379. Roku 1454 připadly Jindřichovi ze Stráže, dalším vlastníkem byl Prokop Vojslavský z Vojslavic a roku 1549 se vrátily zpět do červenořečického panství v držení Leskovců z Leskovce.

## Pamětihodnosti
- Stará pošta
- Pamětní kameny, první je z 15. století, ten druhý z 19. století[4]
- Tříobloukový silniční most
- Pomník obětem první světové války[5]

## Zajímavosti
- Na místním tříobloukovém silničním mostě se natáčela část filmu Dům ztracených duší[6] a televizního seriálu Návštěvníci.

## Části obce
- Křelovice
- Číhovice
- Jiřičky
- Poříčí

## Galerie

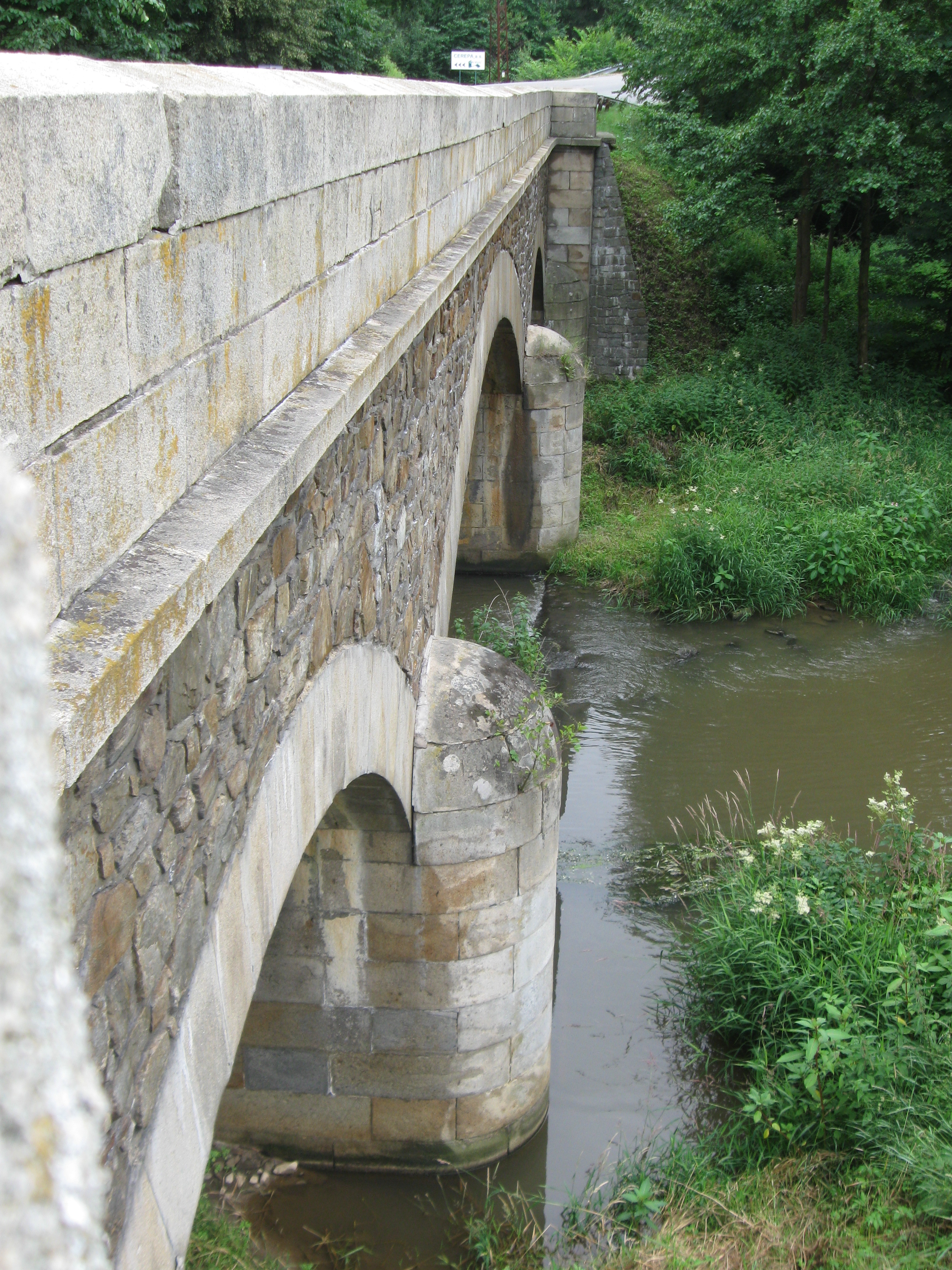
Most přes Trnávku
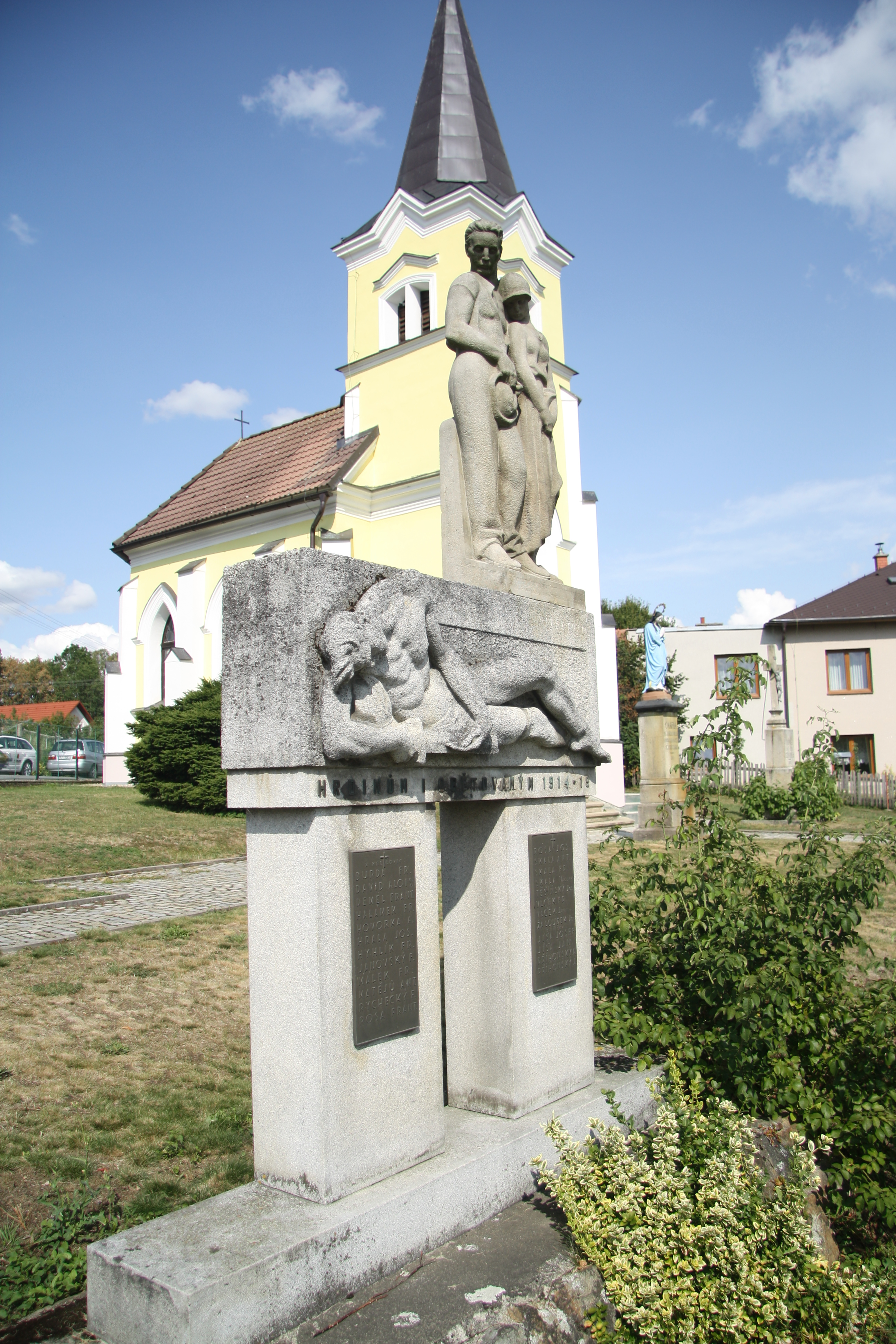
Pomník padlým
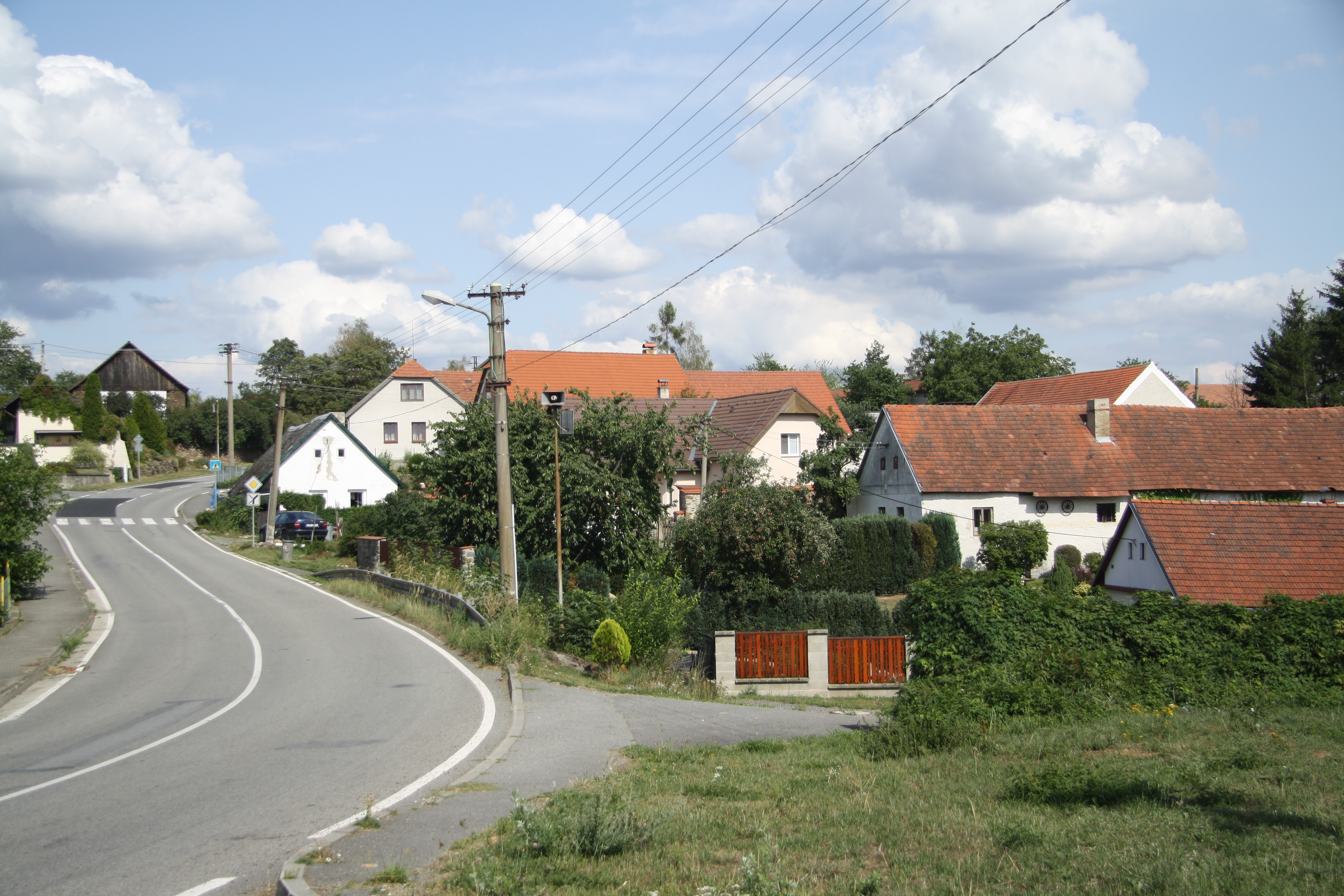
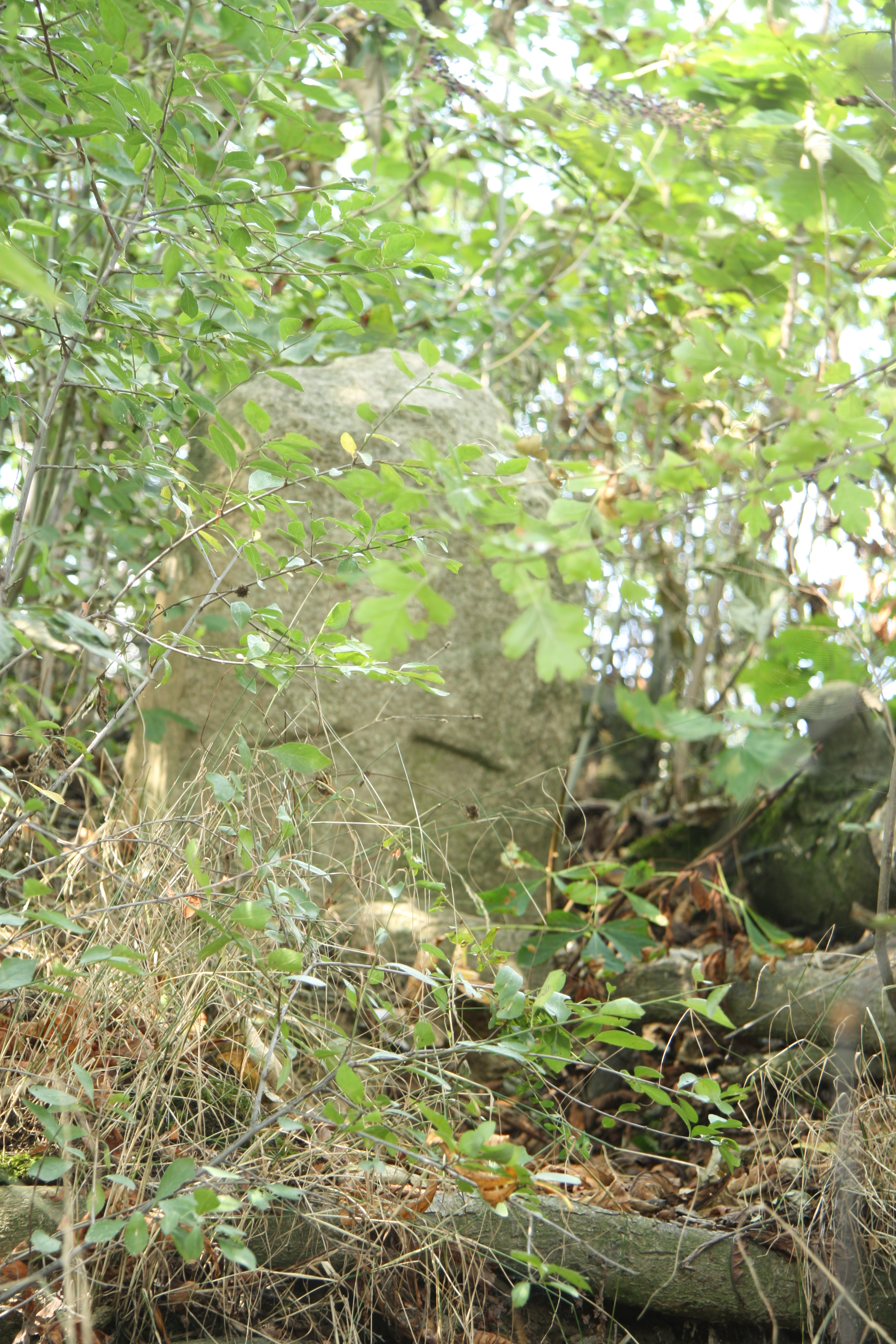
Pamětní kámen